# Times Square Tower
El Times Square Tower es un rascacielos situado en Nueva York, Estados Unidos, construido en 2004. 
Posee una altura de 220,7 metros y 49 pisos.